# مجموعة كانتور
في الرياضيات، مجموعة كانتور هي مجموعة من النقاط تنتمي إلى قطعة مستقيمة ما ولها عدد من الخصائص المهمة والعميقة. اخترعت في عام 1874 من طرف هنري جون ستيفان سميث وكتب عنها جورج كانتور في عام 1883.